# Grön
Grön är en av de traditionella spektralfärgerna och det gröna färgområdet omfattar en mängd olika gröna nyanser. I det standardiserade färgbeteckningssystemet NCS är grön en av sex elementarfärger och har beteckningen G. I RGB-systemet för additiv färgblandning är grön (G) en av de tre primärfärgerna. Grönt är den dominerande färgen i levande vegetation och har symboliska betydelser som ofta har att göra med naturen.

## Definition
Många forskare uttrycker en grundläggande svårighet att alls definiera vad färg ÄR och färgordet "grön" har ingen entydig betydelse utan definieras olika inom olika vetenskapsgrenar och även av olika forskare inom samma vetenskapsgren. Arne Valberg, professor i biofysik, menar att färger är uppenbara fakta (sinnesdata) som inte kan förnekas, men att de, liksom andra kvalitativa upplevelser inte har några fysiska motsvarigheter.  C.L. Hardin, professor i filosofi skiljer på motsvarande sätt mellan fysikalisk färg och uppfattad färg, och menar att vardagsspråkets färgord bör reserveras för färger så som vi ser dem.
I denna artikel används olika definitioner i olika avsnitt. I de flesta fall framgår det av sammanhanget vilken definition som används, och annars anges det i respektive avsnitt.

### Definition utifrån språkbruk
Ett sätt att definiera "grön" utgår från hur ordet används i svenska språket. I detta fall är grön ett färgområde, inte en specifik färg. Ordet grön används för en mängd olika färger med sinsemellan mycket olika karaktär, från ljusgrön till mörkgrön, från grågrön till knallgrön och från blåaktigt grön till gulaktigt grön. Färgnamnet grön syftar på ett stort spann av kulörtoner och kan användas oavsett om färgen är ljus eller mörk, gråaktig eller intensiv. Därmed täcker det in en större del av färgvärlden än något annat färgnamn. Även i de flesta andra språk täcker ordet för grön ett betydligt större färgområde än orden för gul och röd. Gränserna mellan de färgområden som benämns med respektive färgord är flytande, varierar med situationen och individen och kan förändras över tiden.

### Definition utifrån våglängd hos monokromatiskt ljus
| Ett sätt att dela upp färgspektrum | Ett sätt att dela upp färgspektrum                                                                                      | Ett sätt att dela upp färgspektrum                                                                                      | Ett sätt att dela upp färgspektrum                                                                                      |
| ---------------------------------- | --- | --- | --- |
|                                    | | | |
|                                    | | | |
|                                    | Färg | Våglängd (nm) | Frekvens (THz) |
|                                    | Röd | 625–740 | 480–405 |
|                                    | Orange | 590–625 | 508–480 |
|                                    | Gul | 565–590 | 531–508 |
|                                    | Grön | 520–565 | 577–531 |
|                                    | Cyan * | 500–520 | 600–577 |
|                                    | Blå * | 435–500 | 690–600 |
|                                    | Violett | 380–435 | 789–690 |
|                                    | | | |
| *                                  | Newtons sjudelade spektrum inkluderade ”blått” och ”indigo”, som kan ha motsvarat ”cyan” respektive ”blått” i tabellen. | Newtons sjudelade spektrum inkluderade ”blått” och ”indigo”, som kan ha motsvarat ”cyan” respektive ”blått” i tabellen. | Newtons sjudelade spektrum inkluderade ”blått” och ”indigo”, som kan ha motsvarat ”cyan” respektive ”blått” i tabellen. |

En annan definition utgår från vilka strålningsvåglängder av monokromatiskt ljus som får människor att se gröna färger i de mycket speciella situationer där man bara ser en våglängd i taget. Även här handlar det om ett färgområde som inte har någon exakt avgränsning. Spektrum utgörs av en kontinuerlig övergång mellan olika våglängder, och det finns inget allmänt vedertaget sätt att dela in det i olika färger. Ett av många förslag till indelning visas i boxen härintill, som också visar strålningens frekvens uttryckt i terahertz (THz). Det våglängdsspann som kallas grönt varierar mellan olika källor, och kan som mest sträcka sig mellan c:a 490 och 575 nanometer (nm). Strålning med närmast längre våglängd ger gul färg, och den färg som ges av strålning med närmast kortare våglängd benämns i olika källor cyan eller blå.
Ett annat sätt att definiera grönt utifrån spektrum är att ange en ungefärlig våglängd som motsvarar en typisk grön. Inte heller här finns någon allmänt vedertagen definition. De våglängder som anges kan variera mellan ungefär 510 och 550 nm, men källorna är noga med att understryka att dessa angivelser endast är ungefärliga och beror på en rad omständigheter.

### Olika definitioner i olika tillämpningar

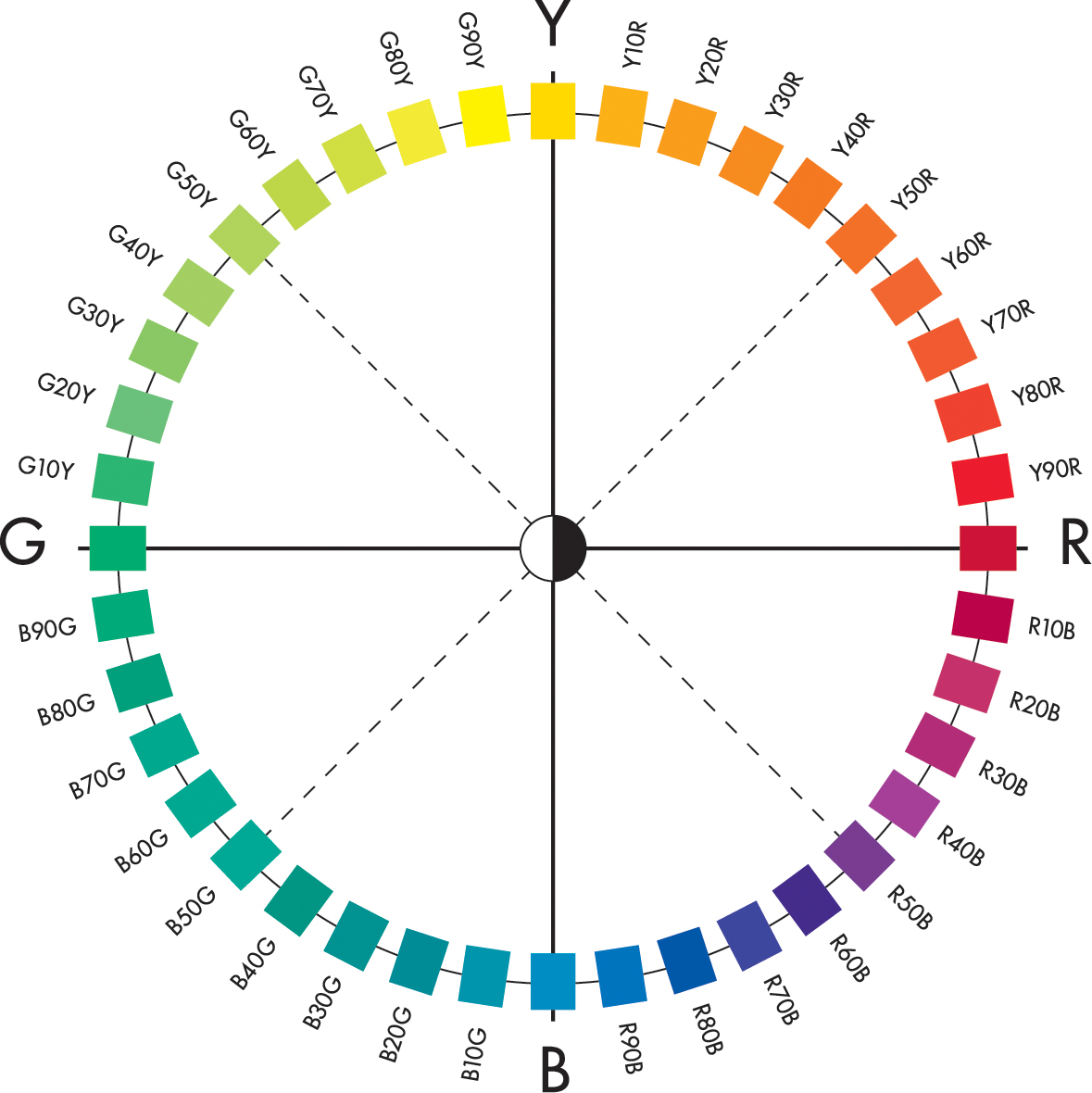
NCS kulörtoncirkel. Den gröna elementarfärgen kallas G.

Färgcirkel som visar maximalfärger i Munsell Book of Color. Den gröna grundfärgen kallas 5G

I olika färgbeskrivningsmodeller och tillämpningar finns ett antal färger som utgör just den modellens/tillämpningens utgångspunkt vad gäller "grön". De definieras utifrån olika utgångspunkter och är inte samma gröna färg, och ingen av dem gör anspråk på att vara den enda och sanna gröna - i stället kallas de "den gröna elementarfärgen", "den gröna grundfärgen" etc.
Några exempel:
- I opponentfärgsteorin, som är den allmänt accepterade teorin om människans färgseende, är grön en av de fyra unika kulörtonerna och karakteriseras att den varken är blåaktig eller gulaktig.  För varje person finns ett smalt våglängdsområde i spektrum som motsvarar personens uppfattning av unikt grönt, men vilka våglängder det handlar om varierar från individ till individ. Vilka processer i hjärnan som får oss att se dessa färger som unika är ännu inte klarlagt.
- I det i Sverige standardiserade färgbeteckningssystemet NCS (Natural Colour System) är Grön (G) en av sex elementarfärger och definieras som den färg som inte har någon visuell likhet med gult, rött, blått, vitt eller svart. Denna definition utgår alltså helt från färgperception. Den gröna elementarfärgen är imaginär i betydelsen att den representerar föreställningen om en ideal färg och finns inte specificerad i form av färgprov eller fysiska mätvärden.  I NCS färgatlas visas ett antal färgprover som under standardiserade betraktningsförhållanden, och med hopvägning av många observatörers bedömningar, har samma uppfattade kulörton men inte är lika rena som den gröna elementarfärgen. Deras tristimulusvärden och trikromatiska koordinater med hänvisning till CIE finns publicerade i tabellform.
- I det amerikanska färgsystemet Munsell Book of Color är Green en av fem grundläggande kulörtoner (principal hues), och definieras med kolorimetriska värden. Munsell-systemets gröna grundfärg överensstämmer relativt väl med NCS-systemets gröna elementarfärg.
- I RGB-systemet för additiv färgblandning är Grön (G) en av de tre primärfärgerna, men exakt vilken grön färg som avses kan variera mellan olika tillämpningar. I den standardiserade RGB-färgrymden sRGB, skapad för användning på bildskärmar och internet, definieras de tre primärfärgerna med hänvisning till CIE:s tristimulusvärden (CIE XYZ). De matematiska formlerna för detta varierar något mellan olika källor.
- En av de 16 originalfärgerna för HTML 4.01, det system som specificerar och benämner färger för användning på internet, har namnet Green och en annan har namnet Lime. Deras koordinater visas i boxarna härintill. Lime motsvarar den gröna primärfärgen i sRGB.

## Grönt i naturen
När vårt öga nås av ljus med en våglängd kring 540 nanometer ser vi i normalfallet en grön färg. Det är också i detta våglängdsområde som det mänskliga synsinnet är som känsligast, alltså uppfattar mest ljus i förhållande till strålningens energi. Strålning med bara en våglängd (monokromatiskt ljus) förekommer dock bara i specialfall, som till exempel regnbågen, och normalt sett är det en blandning av många olika våglängder som får oss att se en grön färg.
Hos levande vegetation är grönt den absolut vanligaste färgen. Det gröna pigmentet klorofyll spelar en avgörande roll i växternas fotosyntes, alltså omvandlingen av oorganiskt kol från luftens koldioxid till organiskt kol i växtvävnaden. De typiskt klorofyllgröna färgerna har en tydlig gulaktighet, med kulörtoner mellan  NCS G40Y och G50Y. Många mindre djur har gröna färger som liknar vegetationens, vilket tjänar som kamouflage och därmed skydd mot rovdjur.
Grön färg i fjäderdräkten hos fåglar orsakas ofta genom samverkan av gula pigment och blå så kallade strukturfärger, som orsakas av fjädrarnas uppbyggnad. Strukturfärgerna uppstår genom interferens mellan strålningsvågor som reflekteras eller sprids från ytor som ligger på olika nivåer, mycket nära varandra.
Grönt är ovanligt i berggrunden och gröna mineral som till exempel smaragd eller malakit används till smycken och prydnadsföremål eller i mald form som pigment.

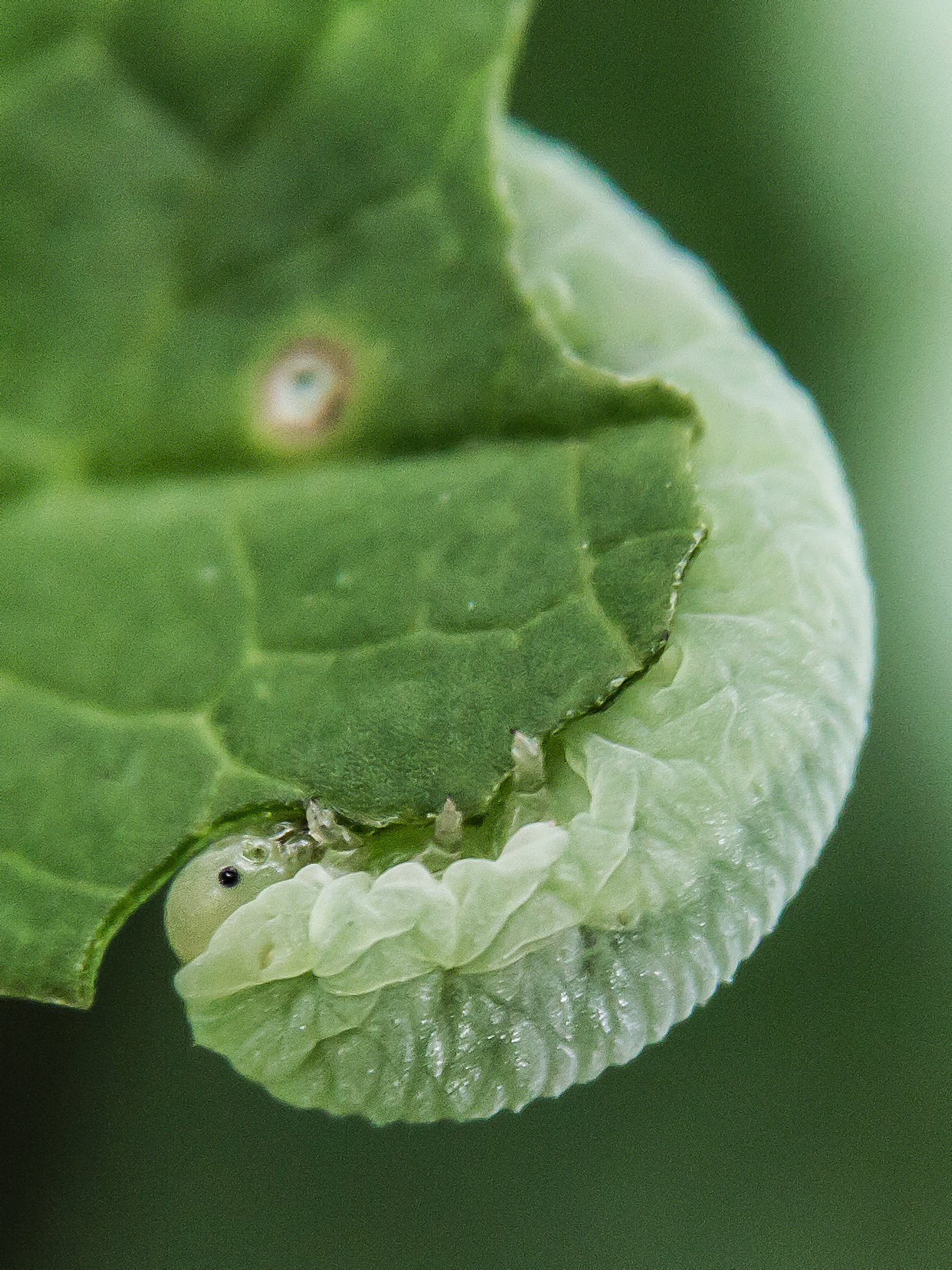
Larv av Klematisbladstekel
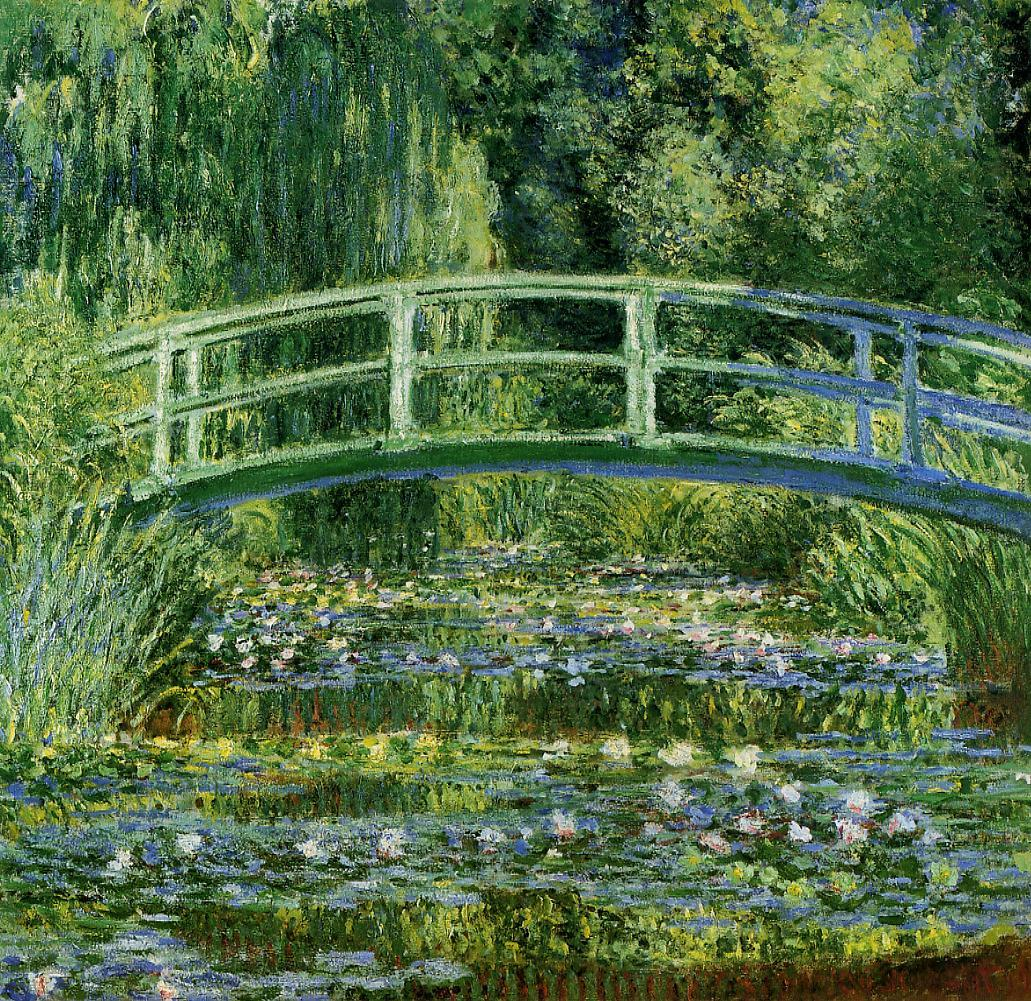
Water Lilies and Japanese Bridge (1897-1899) Claude Monet

## Gröna pigment och färgämnen

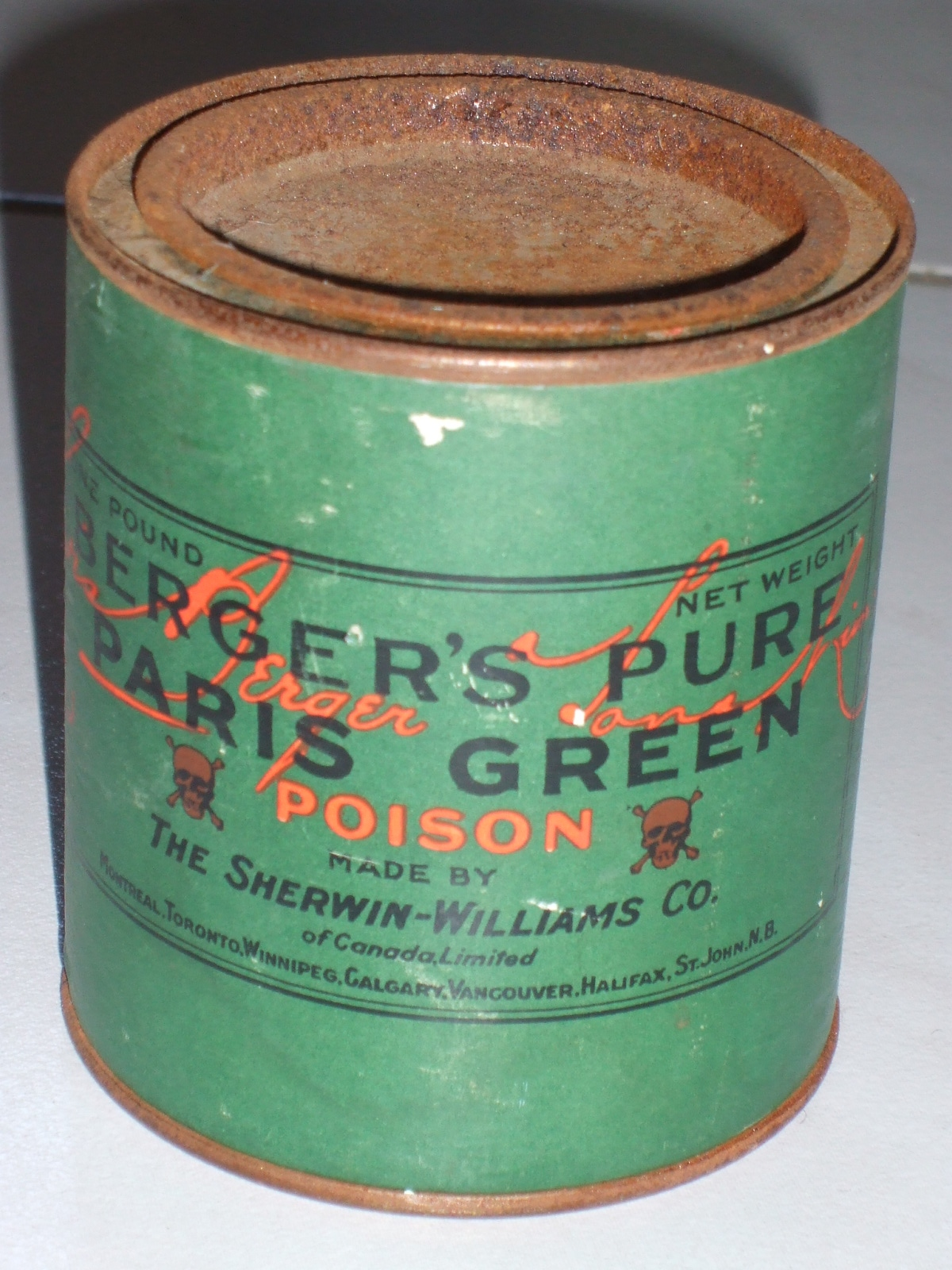
Paris Green är ett av de engelska namnen för schweinfurtergrönt

Bland de växt- och djurbaserade färgämnen som traditionellt har använts för färgning av textilier finns inget som ger en hållbar grön färg. För att åstadkomma grönt har man därför varit tvungen att färga först gult och sedan blått. Detta ändrades först på 1800-talet, när man började producera syntetiska färgämnen.
För måleri har man i äldre tid hämtat pigment ur jorden eller krossat mineraler. Grönjord är oftast relativt kulörsvag men var länge ett av de vanligaste gröna pigmenten. Grön umbra är, namnet till trots, snarare varmgrå än grön. För starkare gröna färger har man åtminstone sedan medeltiden använt krossad malakit. Man har också, ända sedan antiken, tillverkat det gröna pigmentet spanskgrönt (verdigris). Under 1800-talet började man tillverka nya oorganiska pigment, ofta baserade på det nyupptäckta grundämnet krom (kromgrönt, kromoxidgrönt, smaragdgrönt). Även arsenik förekom, exempelvis i schweinfurtergrönt. Sedan mitten på 1900-talet har de flesta av de äldre gröna pigmenten ersatts av ftalocyaninfärgämnen. Ftalocyaningrönt är (2010) det enda gröna pigment som normalt ingår i färgtillverkarnas brytsystem.
För blandning av pigment finns flera olika uppsättningar av tre grundfärger eller primärfärger som tillsammans med svart och vitt antagits räcka till för att åstadkomma alla andra färger. Den traditionella uppsättningen med ett rött, ett gult och ett blått pigment blev kodifierad kring år 1600. Grönt åstadkoms i detta fall genom blandning av gult och blått pigment, då det sker en överlappning i den gröna delen av spektrumet hos det reflekterade ljuset från de båda pigmenten.

## Grönt i tryckning och digital teknik
I CMYK-systemet för tryckning är grön en sekundärfärg, som åstadkoms genom blandning av primärfärgerna gult och cyan. CMYK och RGB är anpassade till varandra så att den gröna sekundärfärgen i CMYK åtminstone i teorin motsvarar den gröna primärfärgen i RGB.
Bland X11-färgerna för bildskärmar finns ett tjugotal färger som i dagligt tal kan kallas gröna eller har engelska namn som slutar på "green". Nedan anges även deras hexadecimala RGB-kod.

|                   | RGB      | RGB         |
| Färgnamn          | Hex      | Decimal     |
| ----------------- | -------- | ----------- |
| darkolivegreen    | 5506b02f | 08501070047 |
| olivedrab         | 6b08e023 | 10701420035 |
| yellowgreen       | 9a0cd032 | 15402050050 |
| limegreen         | 320cd032 | 05002050050 |
| lime              | 000ff000 | 0002550000  |
| lawngreen         | 7c0fc000 | 12402520000 |
| chartreuse        | 7f0ff000 | 12702550000 |
| greenyellow       | ad0ff02f | 17302550047 |
| springgreen       | 000ff07f | 0002550127  |
| mediumspringgreen | 000fa09a | 0002500154  |
| lightgreen        | 900ee090 | 14402380144 |
| palegreen         | 980fb098 | 15202510152 |
| darkseagreen      | 8f0bc08f | 14301880143 |
| mediumseagreen    | 3c0b3071 | 06001790113 |
| lightseagreen     | 200b20aa | 03201780170 |
| seagreen          | 2e08b057 | 04601390087 |
| forestgreen       | 2208b022 | 03401390034 |
| green             | 00080000 | 0001280000  |
| darkgreen         | 00064000 | 0001000000  |

## Etymologi
Ordet grön finns redan i fornsvenskan och dess ursprung kan härledas ur den germanska språkstammen gro (växa). Ordet grön kan därmed tolkas som med gräsfärg. I fornsvenskan hade ordet också betydelsen frisk (om sår m.m.), och åtminstone sedan 1600-talet i den överförda betydelsen omogen. Gröna gatan och liknande gatunamn i Danmark, Skåne och Västsverige syftade ursprungligen på att gatorna var nya och ännu inte färdigbyggda.
I de romanska språken har ordet för grönt utvecklats från latinets viride, som samtidigt har en ursprunglig betydelse av "livskraft".

## Grönt i konst och mode
Människor i den neolitiska forntidens Europa tillverkade grönbrun färg av björklöv för att färga kläder, och i det forntida Mesopotamien har återfunnits grönfärgad keramik.
Grönt var en populär färg i det forntida Egypten, där det associerades med återfödelse och användes i målningar, textilier och kosmetika.
Antikens greker ansåg att grönt och blått var samma färg och det är därför svårt att avgöra hur ofta dessa färger användes av grekerna: de fyra huvudfärgerna inom grekiskt måleri var dock rött, gult, svart och vitt, och grönt och blått tycks sällan ha använts inom grekisk konst.
I Romerska riket associerades grönt med gudinnan Venus och var en populär färg som användes i målningar, mosaik och glas.
Grönt användes mer sällan till kläder under medeltiden, då metoderna för att tillverka grönt gav färg av dålig kvalitet, som lätt tappade färgen och dåligt tålde tvättning. Associationen till grönt var ambivalent, då Djävulen vanligen avbildades antingen som röd, svart eller grön. Samtidigt sågs grönt som en färg mellan svart och vit, som kunde överbygga skillnader och lugna spänningar. 
I medeltida litteratur var den "svarta riddaren" ofta en mystisk hjälte i förklädnad, den vita riddaren hans visa rådgivare och mentor, den röda riddaren hjältens motståndare, ofta Djävulens riddare, medan den gröna riddaren var en omogen riddare som ännu inte uppnått sin styrka.
I medeltidens färglära associerades grönt även med rikedom och bars gärna av personer som var rika utan att tillhöra adeln, det vill säga köpmän och borgare.
Under 1400-talet var grönt tillsammans med svart den främsta modefärgen, och bars då av personer som demonstrerade sin rikedom genom att kunna bära gröna kläder, som inte höll färgen länge.  
Under 1500-talet uppfanns en ny metod att framgångsrikt färga kläder permanent gröna, och färgen blev därefter vanligare för kläder, men det var fortfarande en dyr färg eftersom tekniken för att åstadkomma grönt var komplicerad.
Under 1700-talet associerades grönt med naturen och de då romantiska idéerna kring naturen, och hyllades av Goethe som en avslappnande färg. Det var en omtyckt färg under rokokon, men inte lika vanlig som rokokons tre huvudfärger rosa, ljusblått och vitt.  
Under romantikens era på 1800-talet blev grönt en populär modefärg, associerad med naturen och kärleken.

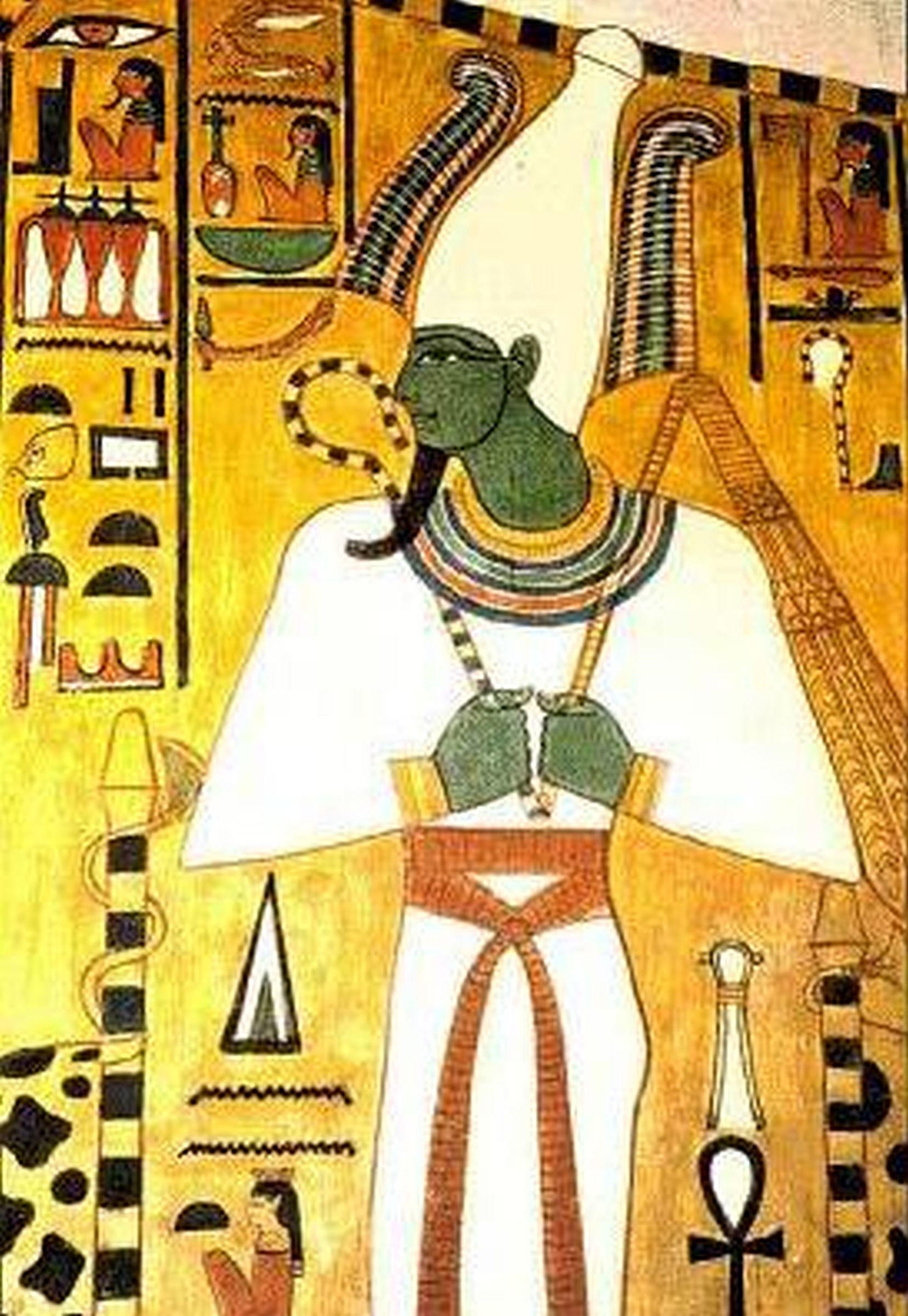
Osiris-tomb-of-Nefertari
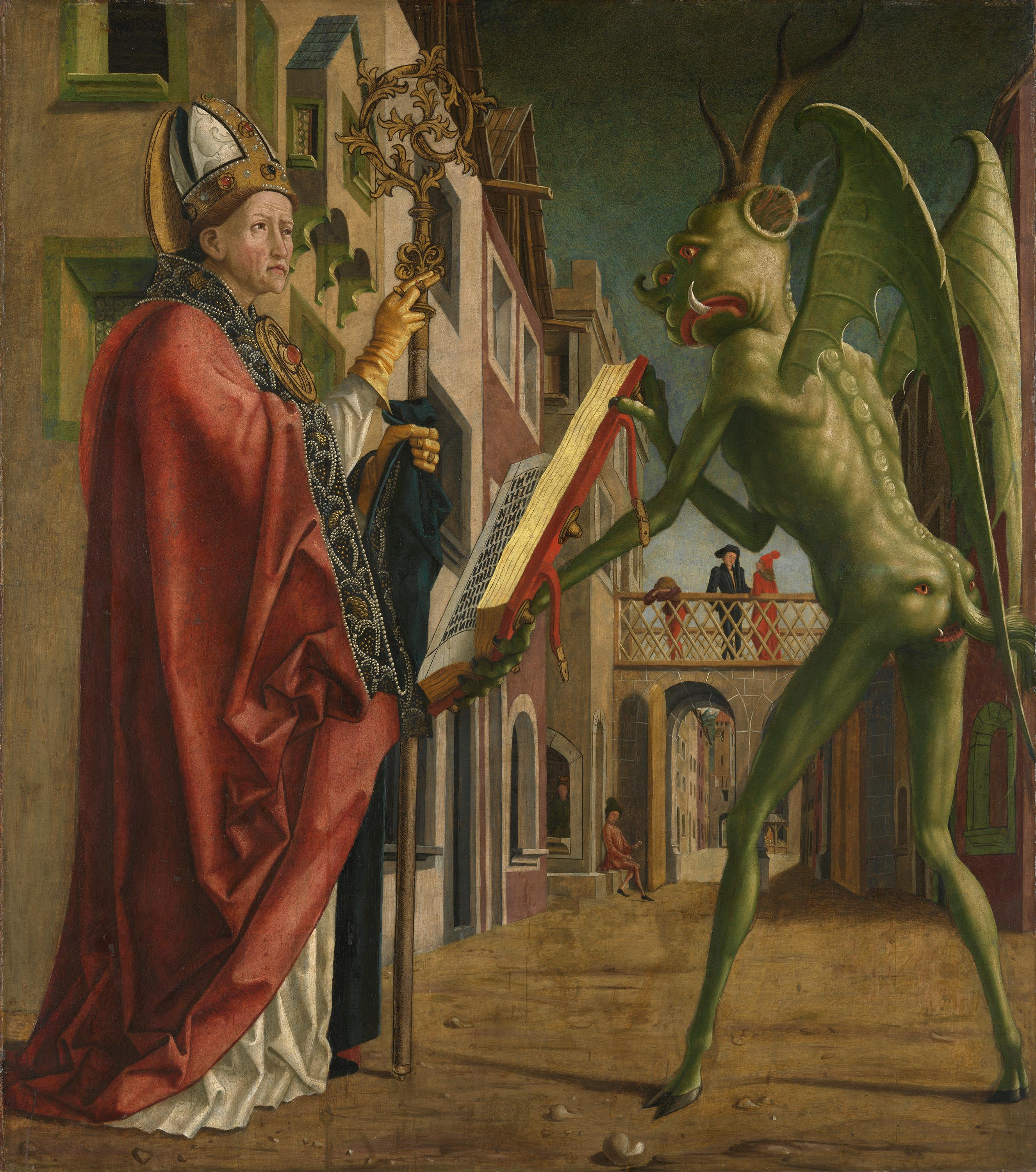
Michael Pacher
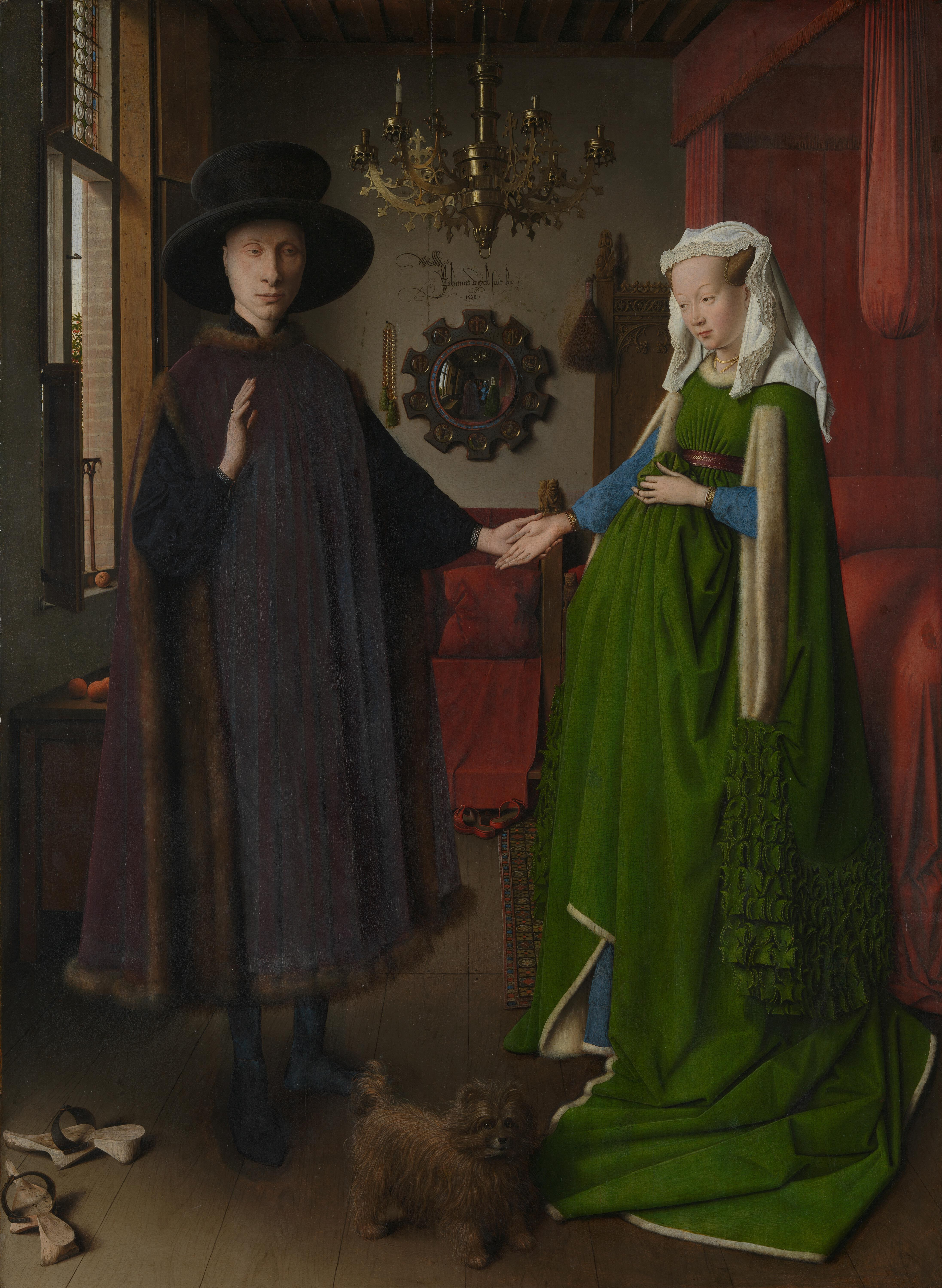
Van Eyck - Arnolfini Portrait
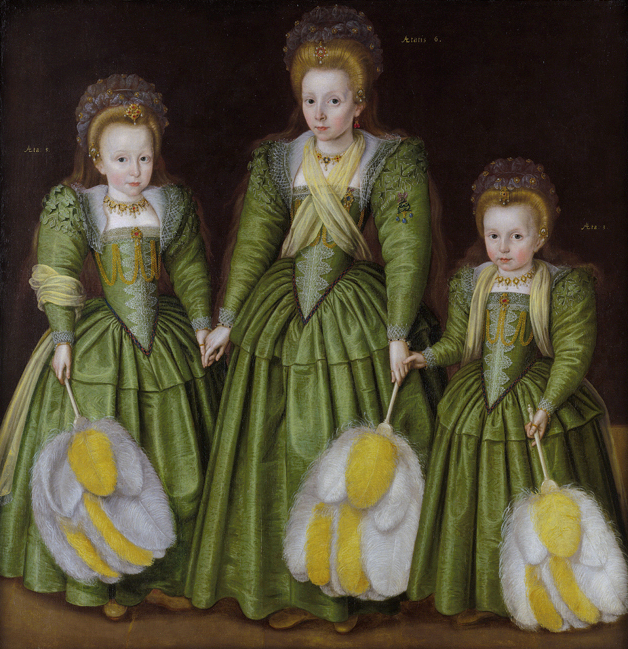
English School Egerton Sisters
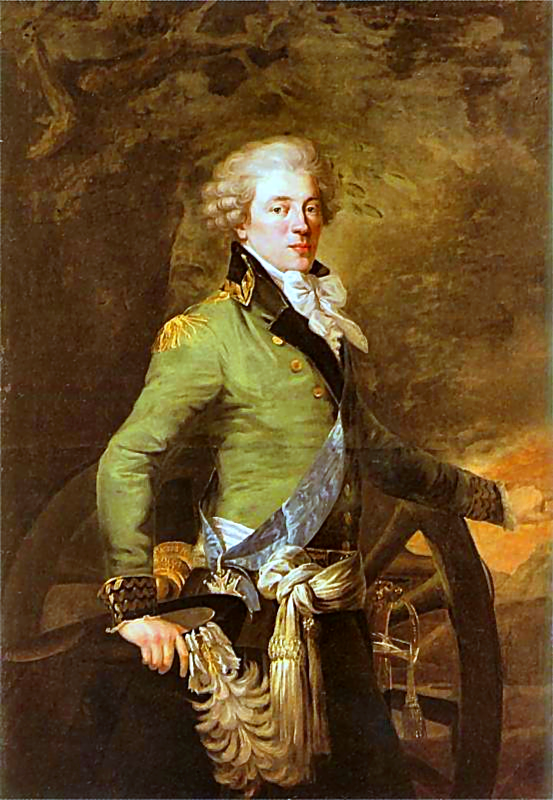
Stanisław Kostka Potocki
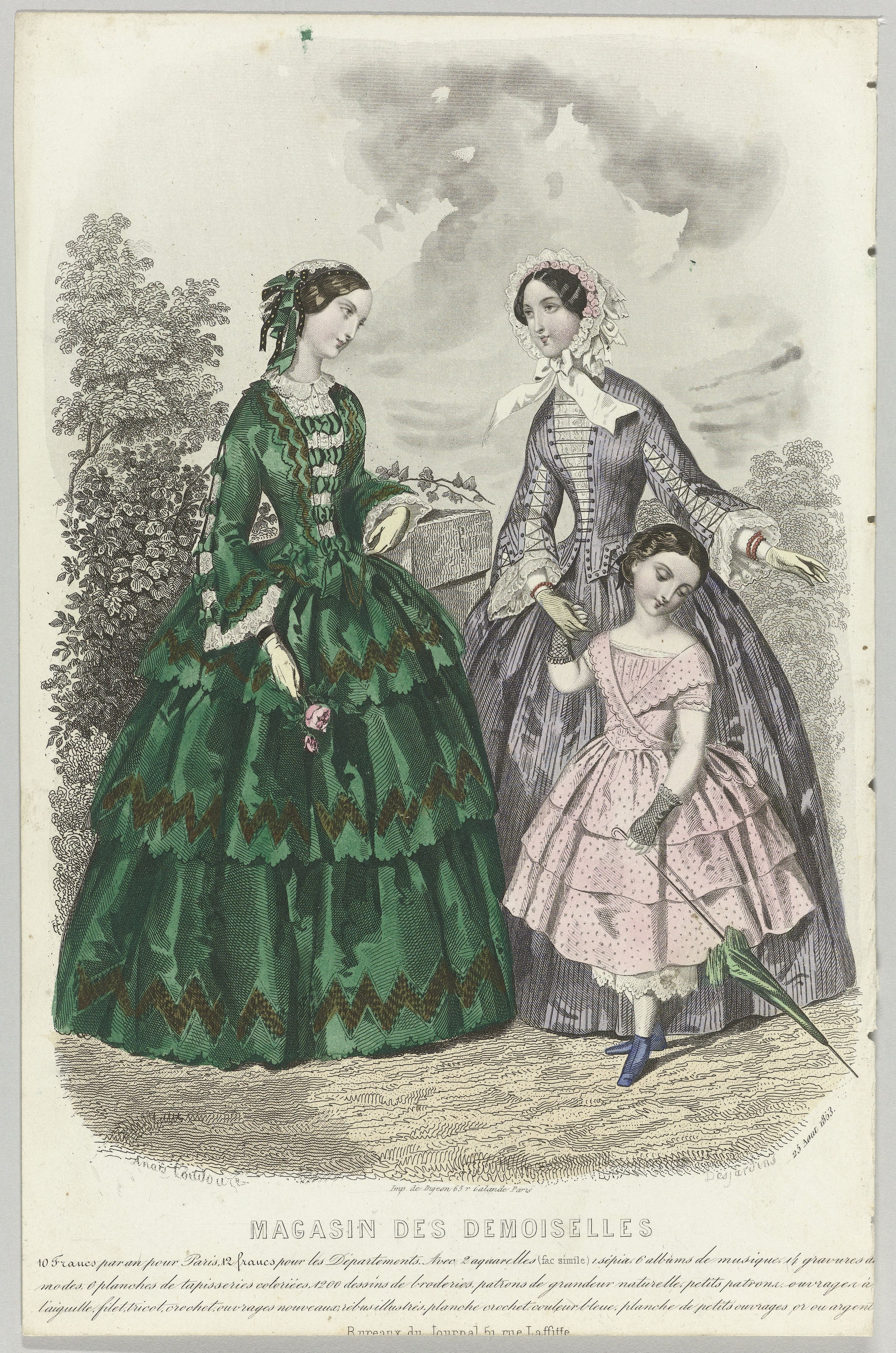
Magasin des Demoiselles 25-8-1853, RP-P-2009-3342

## Associationer och symbolisk innebörd

Pakistans flagga i islams gröna färg

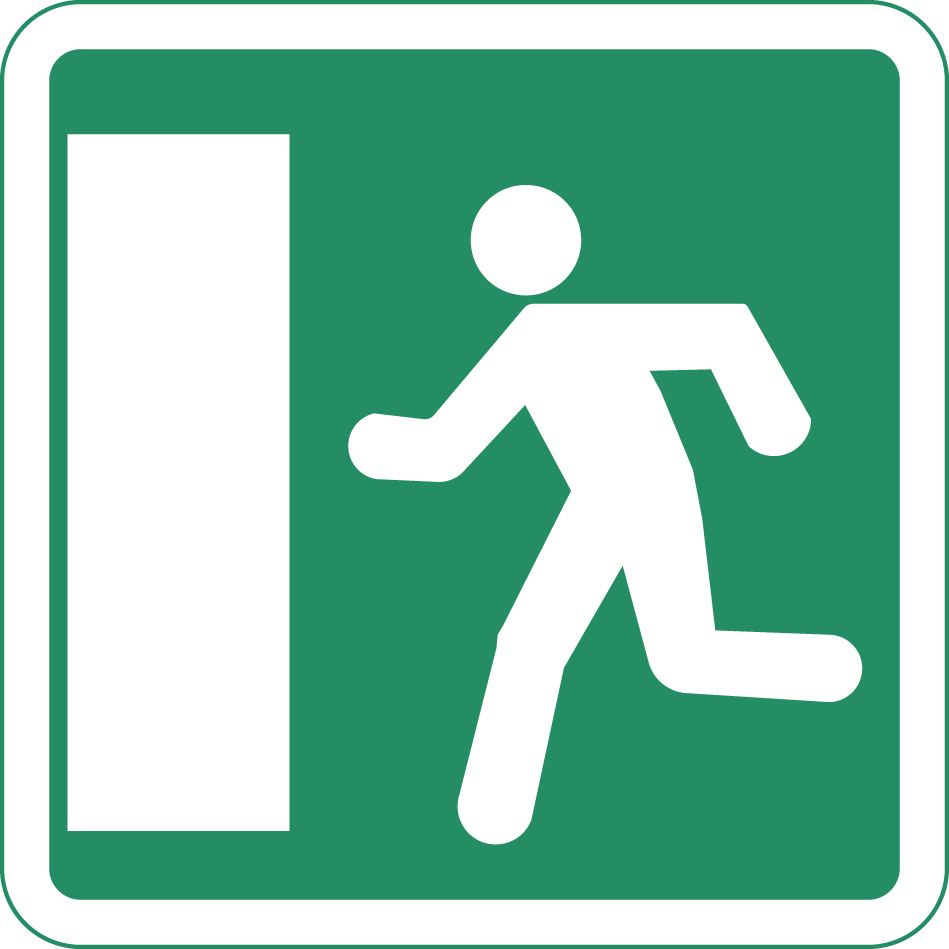
Nödutgång

Den dominerande färgen hos levande växtlighet är grön, och färgen grön är förknippad med en mängd associationer, föreställningar och symboliska betydelser. Men även om denna symbolik utgår från allmänmänskliga upplevelser så kan färgens innebörd tolkas mycket olika i olika kulturer, och även i olika sammanhang inom en och samma kultur. Den enskilda personens associationer är dessutom alltid personliga.
När det gäller färgers fysiologiska och psykologiska påverkan på människor finns det stora kunskapsluckor och mycket litet är vetenskapligt belagt. Trots detta presenteras omstridda resultat ofta som fakta, och både bland allmänheten och professionella färgsättare florerar mängd myter och faktoider som forskare inom området inte kan bekräfta. En rad studier pekar på att gröna färger har en lugnande effekt, men samtidigt visas att kulörtheten - hur stark färgen är - ofta är viktigare än kulörtonen.
De symboliska betydelserna hos färgen grön har ofta samband med natur, växande, fruktbarhet och liv. En helt annorlunda association ges i ordet "giftgrön" som hänvisar till det arsenikhaltiga pigmentet schweinfurtergrönt.
I den västerländska kulturkretsen används grönt som symbol för hopp (medan tro symboliseras av blått och kärlek av rött),. 
När det gäller standardiserade färgsymboler används grönt ofta för att visa på det som är tillåtet, säkert och tryggt. Några exempel är den gröna trafiksignalen och markering av skydds- och första hjälpen-utrustning och nödutgångar.
Som politisk färg används grönt för partier med miljö och/eller jordbruksprofil. Exempelvis har det svenska Centerpartiet och Centern i Finland, liksom Miljöpartiet de gröna i Sverige och Gröna förbundet i Finland grönt som sin partifärg. Även utanför partipolitiken representerar grönt grupper som arbetar med miljöfrågor, till exempel Greenpeace.
Både protestantisk och katolsk liturgi använder grönt i kyrkans textilier när ingen annan färg är föreskriven.
Islam sammanknippas ofta med grönt, även om det finns olika teorier om ursprunget till detta.
Grönt sammanknippas ofta med Irland, och speciellt med Irlands skyddshelgon S:t Patrick. Hur detta samband har uppkommit är oklart, och en möjlig förklaring är att S:t Patrick sägs ha använt en treklöver - shamrock - för att förklara den heliga treenigheten.
Inom bilsport har den gröna färgen british racing green använts som nationalfärg för Storbritannien, se internationella bilsportfärger.

## Användning

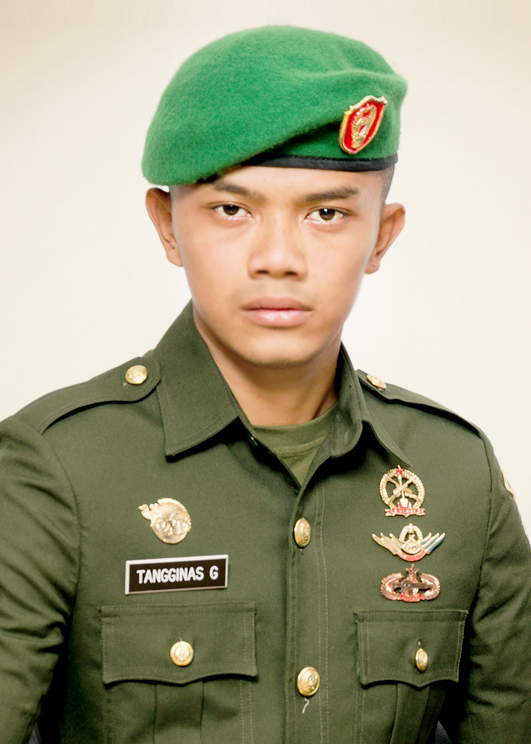
Bilden av en indonesisk soldat visar exempel på skillnad mellan olika färger som kallas "grön"

För grönfärgning av mat används främst ämnena klorofyll (E140 och E141) och kinolin (E104) och, i länder där det är lagligt, "Grön S" (E142).
Eftersom grön är en bra kamouflagefärg där det finns växtlighet, används den ofta som uniformsfärg av militären.
I bildförstärkare används grönt ljus för att det är vid denna våglängd (555 nm) som det mänskliga ögat har sin bästa förmåga att urskilja nyanser (i dagsljus, fotopiskt seende).

## Grönt i specialuttryck
Gröna vågen syftar på en rörelse där människor flyttar från staden till landsbygden.
Grönt ljus används inte bara för trafiksignaler utan också i överförd bemärkelse för att något är tillåtet eller sanktionerat.
Giftgrön syftar ursprungligen på de hälsovådliga effekterna av koppararsenikpigmentet Schweinfurtergrönt.
Greenwashing ("gröntvättning") syftar på åtgärder som får miljöskadlig verksamhet att framstå som bra för miljön.
Grönt är slanguttryck för marijuana.